# 何運亮
何運亮（1619年—1679年），字忠寅，一字中寅，號紫屏，福建晉江人，明末政治人物，同進士出身。

## 生平
大理寺評事何喬遷之孫。崇禎十六年（1643年）登癸未科进士，选海康縣知縣。隆武元年（1645年）調任南海縣知縣，升任工科给事中，晉升太仆寺少卿，後丁內艱歸。次年八月，隆武政權亡。何運亮服闕完後，隨即遁入空門，法名金宣，字一字，或自稱雪峰行者，與同志結詩社為事，快要死時，命家人準備袍笏，並說:“三十年遺臣，可見先帝於地下矣！”著有《草間集》、《詠史》、《癸甲草》等。有子何龍文。與盧若騰、陳洪謐、蔡肱明、張朝綖、吳韓起、黃錫袞、辜胤奇、丁胤甲、梁玉蕤、郭符甲、楊明琅、沈佺期、許吉燝、史贊聖、蘇國瓓、王命岳、施顯等人並稱“魯東同朝十八名士”。